# Жене, жене
Жене, жене је албум Кемала Монтена. Издат је 1975. године у формату ЛП винил плоче. Издавачка кућа је Југотон LSY 63023. 

## Песме
- А1 Жене, жене
- А2 Знам све о теби (Текст Рашид Хадровић)
- А3 Кад остајем сам
- А4 Увијек ти
- А5 Дјевојчице, корак само
- Б1 Пјесма заљубљеника
- Б2 Лијепа си
- Б3 Бит' ћеш млада
- Б4 Кратак је сваки трен
- Б5 Срце жене

## Сарадници
- Аранжман и диригент - Стипица Калођера
- Дизајн - Г. Дондић
- Пратећи вокали - Ивер
- Инжињер - Фрањо Бернер
- Текст - Ивица Крајач (А1, А3 до Б5)
- Музика - Кемал Монтено
- Оркестар - Забавни оркестар
- Фотографија - Н. Девић, В. Каћурић